# ماریا ترزا
ماریا ترزا یا ماریا ترزیا، که به عنوان ماریای کبیر نیز شناخته می‌شود (آلمانی: Maria Theresia; مجاری: Mária Terézia؛ زادهٔ ۱۳ مهٔ ۱۷۱۷ – درگذشتهٔ ۲۹ نوامبر ۱۷۸۰) برای ۴۰ سال آرشیدوشس اتریش، ملکهٔ مجارستان، کرواسی، بوهم، ایتالیا، لهستان، امپراتریس مقدس روم و فرمانروای المان بود. وی در زمانی به قدرت رسید که اوضاع کشور بسیار به هم ریخته بود و جنگ جانشینی برای به دست آوردن سلطنت به‌پا شده بود، اما وی با اصلاحات مدرن توانست بر مشکلات پیروز شود و امپراتوری اتریش را به یک کشور مقتدر تبدیل کند. ماریا به عنوان یکی از تاثیرگذارترین و قدرتمندترین امپراتریس‌ها در تاریخ امپراتوری مقدس روم شناخته می‌شود و به دلیل تأثیرات و اقتدار بسیاری که در امپراتوری مقدس روم داشت بیشتر به عنوان امپراتریس ماریا ترزا شناخته می‌شد.
او در وین زاده شد و به سال ۱۷۴۱ ملکهٔ مجارستان، و در سال ۱۷۴۳ ملکهٔ بوهم گردید. وی که دختر امپراتور کارل ششم بود، با فرانتس، دوک دولورن ازدواج کرد و مادر یوزف دوم، لئوپولد دوم، امپراتور مقدس روم امپراتوران مقدس روم و ماری آنتوانت ملکه فرانسه بود. ماریا ترزا با دولت‌های فرانسه و روسیه علیه پروس همدست شد و لهستان را به تصرف درآورد؛ او همراه امپراتریس کاترین کبیر روسیه و شاه فریدریک کبیر پروس از پادشاهان مقتدر و روشنفکر اروپای آن دوران به حساب می‌آمد. ماریا با فرانتس یکم و یوزف دوم در امپراتوری مقدس روم شریک بود و به‌جای شوهر و پسرش به صورت دفاکتو به عنوان امپراتریس فرمانروا تمام اختیارات قدرت را در حکومت در دست داشت.

## زمینه به قدرت رسیدن

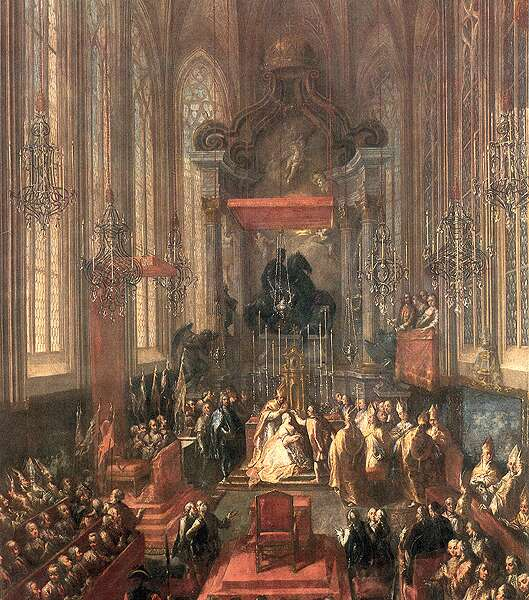
تاجگذاری ماریا ترزا به عنوان ملکه مجارستان و آرشیدوشس اتریش در کلیسای مارتین

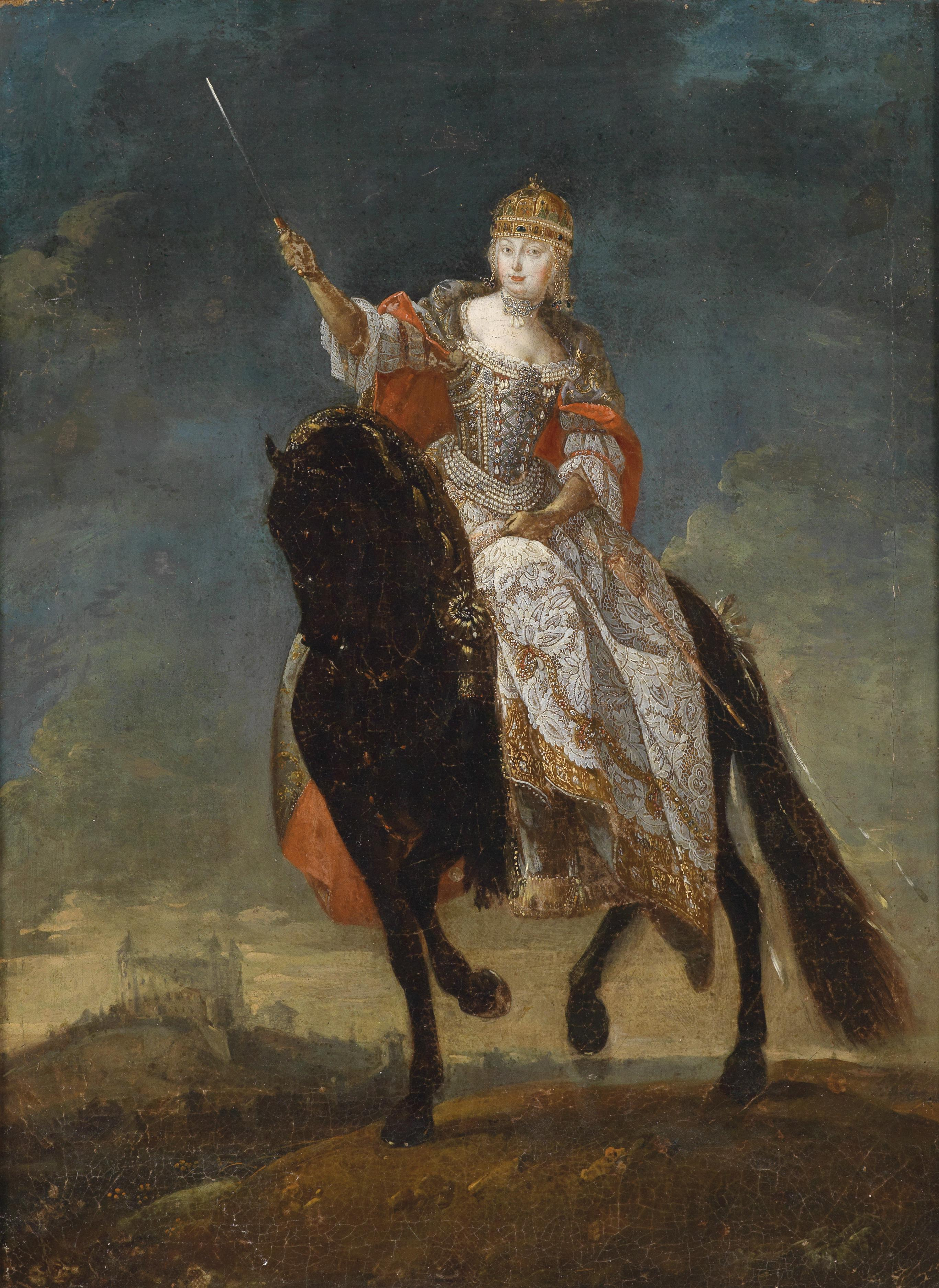
ماریا ترزا به عنوان ملکه مجارستان و اتریش

پدر او، کارل ششم، در اواخر عمر، به‌دلیل علاقهٔ زیادی که به وی داشت، فرمانی صادر کرد که پس از مرگش، برخلاف فرمان پدرش، لئوپولد یکم، امپراتوری به‌جای برادرزاده‌هایش به دخترش ماریا برسد. کارل ششم وصیت‌نامه‌ای به این مضمون نیز تنظیم کرد و مجلس اتریش را وادار به تصویب آن نمود. برای جلوگیری از عملی نشدن این وصیت‌نامه، معاهدات دوجانبه‌ای با دولت‌های بزرگ اروپایی برقرار کرد که آن‌ها هم سلطنت دخترش را به رسمیت بشناسند، و در برخی موارد بابت این کار مجبور به دادن امتیاز شد. در دو مورد نیز به همین علت مجبور به جنگ با اسپانیا و فرانسه (همزمان) و نیز با عثمانی شد. هر دو جنگ نیز باعث ازدست‌رفتن برخی از سرزمین‌های امپراتوری شدند.

## جنگ جانشینی اتریش
پس از مرگ کارل ششم، درحالی که کشور در وضعیتی درهم‌ریخته و شکست‌خورده از دو جنگ بود، ماریا ترزا در ۲۳ سالگی به سلطنت رسید. فردریک کبیر، شاه پروس که اوضاع را مناسب دید برای تصرف ناحیه سیلزی با اتریش وارد جنگ شد و دیگر شاهزاده‌نشین‌های آلمان، و همچنین کشورهای فرانسه، بریتانیا، جمهوری هلند، اسپانیا و ساردنیا نیز وارد این جنگ شدند که به جنگ جانشینی اتریش معروف است. در ابتدا امکان موفقیت ماریا ترزا، در وضعی که خزانه خالی بود و تنها ۸۰٬۰۰۰ سرباز در کل کشور در خدمت وی بودند، بسیار دور به نظر می‌رسید؛ ولی ماریا ترزا در نهایت تخت سلطنت را حفظ کرد.
او نظام مالیاتیِ اتریش را اصلاح کرد و قوانین بلندمدت و منصفانهٔ مالیاتی وضع نمود. معافیت مالیاتیِ نجبا را ملغی کرد و مالیات فقرا و دهقانان را کاهش داد. ساختار ادارات دولتی را اصلاح کرد و دیوان محاسبات مرکزی و نیز سیستم دادرسی یکسان برای کل ایالات امپراتوری اتریش وضع نمود. این اصلاحات باعث بهبود اوضاع اقتصادی و نیز افزایش وحدت بین ایالات مختلف امپراتوری شد.
ماریا ترزا در سال ۱۷۸۰ از دنیا رفت و پسرش یوزف جانشین او شد. پس از مرگش، اصلاحات وی توسط یوزف دوم پیگیری شدند.